# Todor Diev
Todor Nedyalkov Diev (Plovdiv, 28 de janeiro de 1934 - 6 de janeiro de 1995) foi um futebolista e treinador búlgaro que participou da Copa do Mundo de 1962 e foi medalhista olímpico nos Jogos Olímpicos de 1956. 

## Carreira
Todor Diev fez parte do elenco que conquistou a medalha de bronze nos Jogos Olímpicos de 1956. Ele também fez parte do elenco da Seleção Búlgara na Copa do Mundo de 1962. 